# Rosa Montero

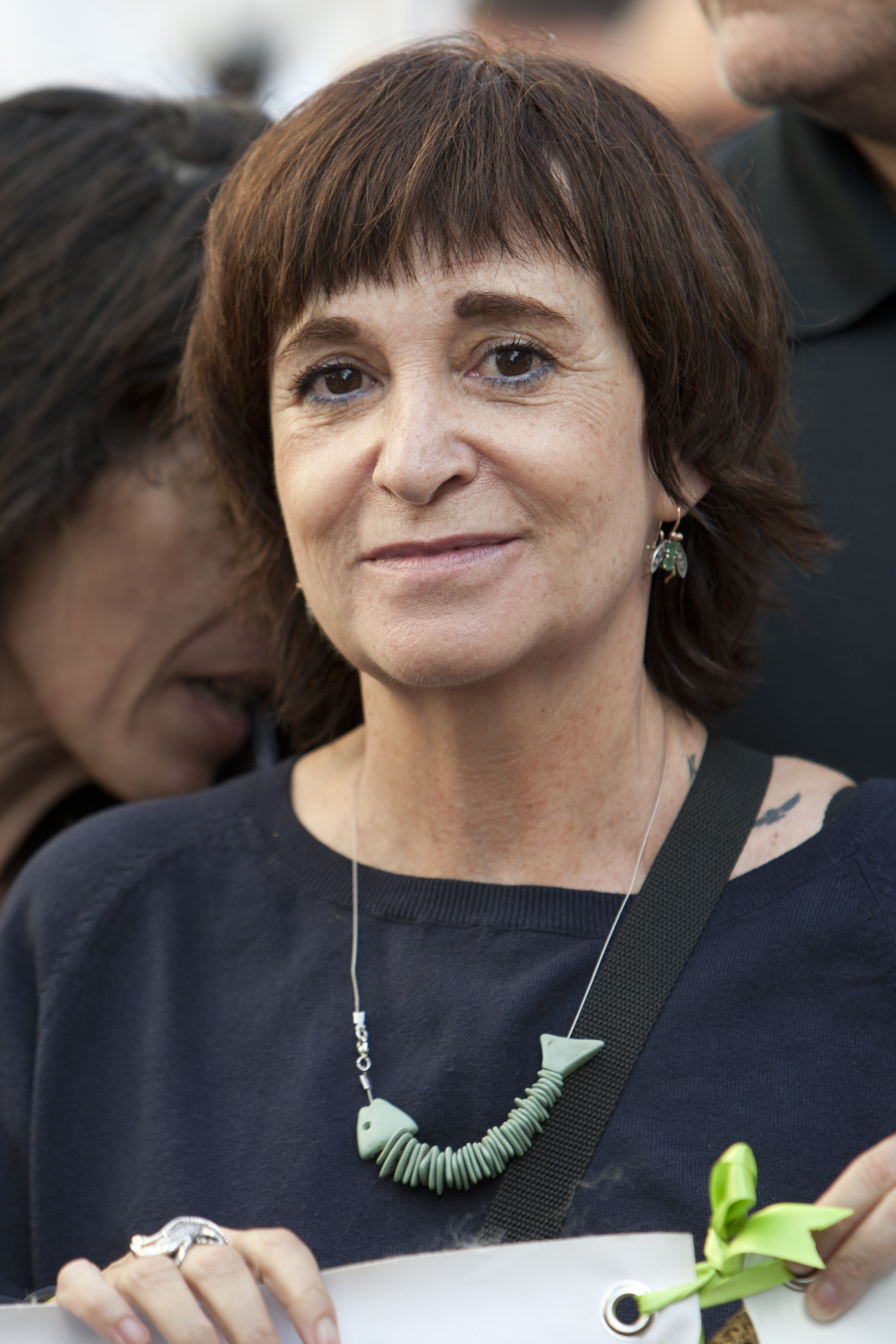
Rosa Montero auf einer Demo gegen Stierkampf in 2014

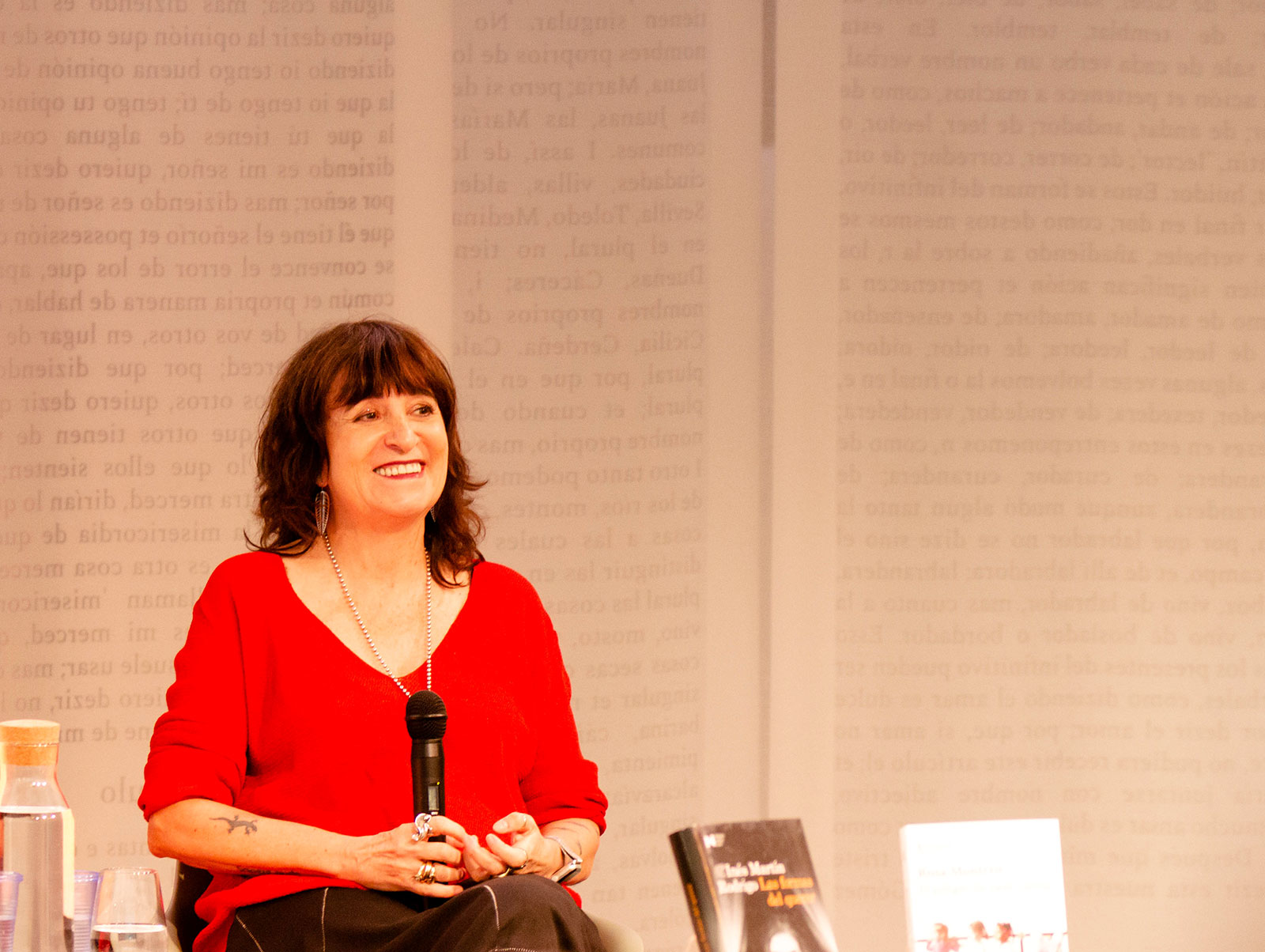
Rosa Montero auf der Frankfurter Buchmesse 2022.

Rosa Montero Gayo (* 3. Januar 1951 in Madrid) ist eine spanische Journalistin und Schriftstellerin.
Als Tochter eines Banderilleros und einer Hausfrau wurde sie in eine einfache Familie hineingeboren. 1969 kam sie an die Universität Complutense Madrid (damals noch Universität Madrid). Sie nahm ihr Universitätsstudium an der Fakultät für Philosophie und Philologie auf mit dem Ziel, Psychologie und später Journalismus zu studieren. 1970, mit 19 Jahren, arbeitete sie erstmals als Journalistin für verschiedene Medienfirmen, darunter Pueblo, Fotogramas und Posible. Schließlich gab sie nach vier Jahren das Psychologiestudium auf und machte ihren Abschluss als Dipl.-Ing. Journalismus an der Fakultät für Journalismus in Madrid. Während ihrer Studienzeit arbeitete sie mit unabhängigen Theatergruppen wie Canon oder Tábano zusammen.
1988 heiratete sie den Schriftsteller Pablo Lizcano, der 2009 an den Folgen einer schweren Krankheit starb. Dessen Tod inspirierte den Roman La ridícula idea de no volver a verte (Seix Barral, 2013).
Rosa Montero hat sowohl in ihrem Heimatland Spanien als auch im Ausland zahlreiche Auszeichnungen für ihre journalistische Arbeit und ihre literarischen Werke erhalten, u. a. den Spanischen Nationalpreis für Journalismus (1981) und für Literatur (2017). Ihre Werke sind auch in rund zwanzig Sprachen übersetzt worden.

## Werdegang

### Journalistin
Ab 1976, kurz nach der Gründung der Zeitung El Pais begann sie dort ihre Arbeit als Autorin zahlreicher Kolumnen, die sich durch einen einzigartigen Stil auszeichneten. Zwischen 1980 und 1981 war sie Chefredakteurin der Sonntagsbeilage.
Sie spezialisierte sich auf die Arbeit mit Interviews, die sie besonders in der Sonntagsbeilage von El País zum Einsatz brachte und womit sie einige sehr bedeutende Erfolge erzielte, wie z. B. ihr Interview mit Jassir Arafat. Sie gab dieser Textsorte eine literarische Form, die vielfältiger und weniger stereotyp war als die bloße Abfolge von Fragen und Antworten. Sie schreibt hauptsächlich Meinungsartikel in der überregionalen spanischen Presse.
Während ihrer China-Tournee zwischen dem 7. und 15. März 2018 besuchte sie unter anderem: die Pekinger Fremdsprachenuniversität, wo sie auch einen Vortrag hielt; die Cervantes-Schule in Peking; die Eröffnungsfeier des internationalen Literaturfestivals von Macau, wo sie auch auftrat; das Cervantes-Institut in Shanghai und die Universität in Fudan.
In der Biografie auf ihrer Website heißt es, dass „ihre journalistischen Texte häufig in einer Vielzahl lateinamerikanischer Zeitungen erscheinen. Sie schrieb regelmäßig für Tageszeitungen wie Clarín (Argentinien) oder El Mercurio (Chile), und hat mit Printmedien wie Stern (Deutschland), Libération (Frankreich), La Montagne (Frankreich) oder The Guardian (Vereinigtes Königreich) zusammengearbeitet. Im Laufe ihrer Karriere führte sie mehr als 2000 Interviews (mit Ayatolá Jomeini, Jassir Arafat, Olof Palme, Indira Gandhi, Richard Nixon, Julio Cortázar oder Malala, neben vielen anderen) und ihre besondere Interviewtechnik wird an den Universitäten für Journalismus in Spanien wie auch in Lateinamerika unterrichtet.“
Im Juni 2017 veröffentlichte Rosa Montero in der Rubrik Maneras de vivir, der Sonntagsbeilage der spanischen Tageszeitung El País einen Meinungsartikel, in welchem sie internationale Pharmaunternehmen und Lebensmittelunternehmen anklagte und sich für die Verwendung der Homöopathie stark machte. Der Artikel löste einige politische Debatten aus, da er transgenes Saatgut als Ursache für einige multisystemische Krankheiten vermutet und Forscher beschuldigt, die Ergebnisse ihrer Studien systematisch zugunsten der Industrie zu manipulieren und wissenschaftliche Multiplikatoren als Urheber einer Hetzkampagne gegen die Homöopathie ausmachte. Die Verbreiter Mauricio-José Schwarz und Luis Alfonso Gámez antworteten auf diesen Artikel, indem sie Rosa Montero auf Fehler hinwiesen; unter anderem, dass transgenes Saatgut nicht in den 1950er Jahren von Norman Borlaug zu Beginn der Grünen Revolution erschaffen wurde, sondern erst später. Nach diesen Reaktionen präsentierte Lola Galán in der Rubrik La defensora del lector die Antwort von Rosa Montero, in der sie sich für die inhaltlichen Fehler entschuldigt, ihre Kritikpunkte jedoch bekräftigt.

### Schriftstellerin
1979 veröffentlichte sie ihr erstes Buch, Crónicas de desamor, was zu jener Zeit in der spanischen Literaturszene sehr viel Aufsehen erregte. Hintergrund dieses Romans ist die Hochphase der emanzipatorischen Frauenbewegung. Eine Sie-Erzählerin beschreibt Liebschaften und Ehe der Hauptfigur une einer Gruppe von Freundinnen. Mittels der Beschreibung und Präsentation des weiblichen Selbstbewusstseins zeigt es die Erfahrung der spanischen Frauen im soziopolitischen Übergang der Transición nach der Franco-Diktatur.
In den darauffolgenden Jahren publizierte sie ein Dutzend Romane und darüber hinaus Geschichten und Werke für Kinder.
1995 veröffentlichte sie Historias de mujeres, das 2005 in chinesischer Übersetzung bei Nanhai Publishing Company (in China) herausgebracht wurde. Das im dokumentarischen Stil verfasste Buch enthält 16 legendäre Biografien herausragender Frauen der westlichen Welt, darunter die französische Schriftstellerin Simone de Beauvoir, George Sand und die französische Bildhauerin Camille Claudel.
Für den Roman Die Tochter des Kannibalen wurde sie 1997 mit dem Premio Primavera ausgezeichnet. Der Roman wurde mit dem Originaltitel, La hija del canibal, von dem Mexikaner Antonio Serrano verfilmt.

## Werke

### Romane
- Crónica del desamor. Debate, 1979.
- La función Delta. Debate, 1981.
- Ich werde Dich behandeln wie eine Königin. dtv, München 2002, ISBN 3-423-12969-7 (spanisch: Te trataré como a una reina. 1983. Übersetzt von Susanne Ackermann).
- Geliebter Gebieter. Hammer, Wuppertal 1989, ISBN 3-87294-392-8 (spanisch: Amado amo. 1988. Übersetzt von Susanne Ackermann).
- Zittern. Hammer, Wuppertal 1991, ISBN 3-87294-462-2 (spanisch: Temblor. 1990. Übersetzt von Susanne Ackermann).
- Bella y oscura. Seix Barral, 1993.
- Die Tochter des Kannibalen. dtv, München 2001, ISBN 3-423-24214-0 (spanisch: La hija del caníbal. 1997. Übersetzt von Astrid Roth).
- Métailié , Coll. „Hispanic Suite“, 2006 (Espasa, 1997)
- Im Herzen des Tartaros. dtv, München 2003, ISBN 3-423-24328-7 (spanisch: El corazón del tártaro. 2001. Übersetzt von Astrid Roth).
- La loca de la casa. Alfaguara, 2003.
- Die Ritterin des Königs. Ehrenwirth, Bergisch Gladbach 2008, ISBN 978-3-431-03764-7 (spanisch: Historia del Rey Transparente. 2005. Übersetzt von Kirsten Brandt und Petra Zickmann).
- Anleitung, um die Welt zu retten. Lübbe, Köln 2010, ISBN 978-3-7857-6030-7 (spanisch: Instrucciones para Salvar el Mundo. 2008. Übersetzt von Petra Zickmann).
- Lágrimas en la lluvia. Seix Barral, 2011 (Bruna Husky 1).
- La ridícula idea de no volver a verte. Seix Barral, 2013.
- El peso del corazón. Seix Barral, 2015 (Bruna Husky 2).
- La carne. Alfaguara, 2016.
- Los tiempos del odio. Seix Barral, 2018 (Bruna Husky 3).
- La buena suerte. Alfaguara, 2020.
- El peligro de estar cuerda. Seix Barral, 2022.

#### Kinder- und Jugendliteratur
- Das Nest der Träume. Urachhaus, Stuttgart 1998, ISBN 3-8251-7220-1 (spanisch: El nido de los sueños. 1991. Übersetzt von Alfonso Ruano Martin).
- Las barbaridades de Bárbara. Alfaguara Infantil, Madrid 1996, ISBN 84-204-4479-0.
- El viaje fantástico de Bárbara. Alfaguara Infantil, Madrid 1997, ISBN 84-204-4968-7.
- Bárbara contra el doctor Colmillos. Alfaguara Infantil, Madrid 1998, ISBN 84-204-7179-8.

#### Erzählungen
- Geliebte und Feinde. dtv, München 2001, ISBN 3-423-12896-8 (spanisch: Amantes y enemigos. Cuentos de parejas. 1998. Übersetzt von Astrid Roth).
- Hombres (y algunas mujeres) (Koordinatorin und Herausgeberin der Sammlung), Zenda, 2019.

#### Beiträge in Anthologien
- 1982: Doce relatos de mujer (mit elf weiteren Autoren) (Alianza)
- 1994: El puñal en la garganta (im Sammelband Relatos urbanos, Alfaguara)
- 2001: Cuentos del mar (mit acht weiteren Autoren) (Ediciones B)
- 2014: Mañana todavía. Doce distopías para el siglo XXI. Herausgeber: Ricard Ruiz Garzón. Autoren: Juan Miguel Aguilera, Elia Barceló, Emilio Bueso, Laura Gallego, Rodolfo Martínez, José María Merino, Rosa Montero (sowie fünf weiter). Fantascy, Barcelona 2014, ISBN 978-84-15831-31-0.
- 2016: Mitarbeit am Sammelband Nocturnario, in dem 101 lateinamerikanische Schriftsteller je einen Text als Begleitmaterial für die Collagen von Ángel Olgoso beitrugen.
- 2018: Poshumanas: antología de escritoras españolas de ciencia ficción. Herausgeber: Lola Robles und Teresa López-Pellisa. Autorinnen: Rosa Montero, Nieves Delgado, Laura Fernández, María Zaragoza, Alicia Araujo, Carme Torras, María Laffitte, Lola Robles, Roser Cardús, María Angulo, Emilia Pardo Bazán y Felicidad Martínez. Libros de la Ballena, Madrid 2018, ISBN ISBN 978-84-8344-624-9.

#### Sachbücher
- 1973: Periodismo y literatura (Guadarrama)
- 1976: España para ti para siempre (AQ Ediciones)
- 1982: Cinco años de país (Debate)
- 1994: La vida desnuda (Aguilar)
- 1995: Das unsichtbare Leben. Engelhorn, Stuttgart 1997, ISBN 3-87203-243-7 (spanisch: Historias de mujeres. 1995. Übersetzt von Ulrich Kunzmann).
- 1996: Entrevistas (Aguilar)
- 1999: Leidenschaften. Paare, die Geschichte schrieben. Europa-Verlag, Hamburg/Wien 2000, ISBN 3-203-80080-2 (spanisch: Pasiones. 1999. Übersetzt von Andreas Löhrer).
- 2002: Estampas bostonianas y otros viajes (Península)
- 2005: Lo mejor de Rosa Montero (Espejo de tinta)
- 2011: El amor de mi vida (Alfaguara). Artikel, die zwischen 1998 und 2010 in der spanischen Tageszeitung El País veröffentlicht wurden.
- 2014: Maneras de vivir (La Pereza Ediciones)
- 2018: Nosotras: Historias de mujeres y algo más (Illustrationen von María Herreros), (Alfaguara). Erweiterte Ausgabe von Historias de mujeres.
- 2019: El arte de la entrevista. 40 años de preguntas y respuestas (Debate)

#### Schreibkurs
- 2017: Escribe con Rosa Montero (illustriert von Paula Bonet) (Alfaguara).

#### Theater
- 2019: Bruna Husky. Von Vanessa Montfort geleiteter Monolog, mit Salomé Jiménez in der Hauptrolle.

#### Libretto
- 2023: Cambio madre por moto. Kammeroper mit Musik von Frank Nuyts; Uraufführung am 25. September 2023 beim Flanders Festival im Musikzentrum De Bijloke in Gent

## Preise und Auszeichnungen
- 1978: Premio Mundo de Entrevistas
- 1981: Premio Nacional de Periodismo (Kategorie Reportagen und literarische Artikel)
- 1997: Premio Primavera für: Die Tochter des Kannibalen (La hija del caníbal)
- 1998: Premio del Círculo de Críticos de Chile – Kategorie bester Roman für: Die Tochter des Kannibalen
- 1999: Premio del Círculo de Críticos de Chile für: Geliebte und Feinde
- 2003: Premio Qué Leer – bester spanischer Roman für: La loca de la casa
- 2004: Premio Rodríguez Santamaría
- 2004: Premio Grinzane Cavour – bestes ausländisches Buch, das in Italien veröffentlicht wurde, für: La loca de la casa
- 2005: Premio de la Asociación de la Prensa de Madrid für ihr Gesamtwerk[19]
- 2005: Premio Qué Leer – bester spanischer Roman für: Historia del Rey Transparente
- 2006: Premio Roman Primeur für: La loca de la casa
- 2007: Premio Mandarache für: Historia del Rey Transparente
- 19. November 2010: Ehrendoktor an der Universität von Puerto Rico, Campus von Arecibo
- 2011: Premio de los Lectores del Festival de Literaturas Europeas de Cognac für: Anleitung, um die Welt zu retten
- 2014: Premio Internacional Columnistas del Mundo
- 2014: Premio de la Crítica de Madrid für: La ridícula idea de no volver a verte
- 2016: Premio José Luis Sampedro für ihr Gesamtwerk[20]
- 2017: Premio a la Trayectoria Profesional del Club Internacional de Prensa – als Auszeichnung für ihren beruflichen Werdegang
- 2017: Premio Internacional de Periodismo Manuel Alcántara der Universität Málaga
- 2017: Premio Nacional de las Letras Españolas (Nationalpreis für spanische Literatur)[21]
- 2012: in Parla (bei Madrid) wurde eine Vor- und Grundschule eingeweiht, die ihren Namen trägt.
- 2019: Premio Internacional de Periodismo Ciudad de Cáceres, verliehen von der Fundación Mercedes Calles y Carlos Ballestero, für den Artikel: Una ballena varada en una playa veröffentlicht in El País Semanal am 9. Dezember 2018, der sich mit dem Zug nach Cáceres beschäftigt.
- 2019: Premi Llig Picanya für ihre gesamte Laufbahn
- 2019: Premio Ciudad de Alcalá de las Artes y las Letras
- 2019: Premio Leyenda – verliehen von der Asociación de Librerías in Madrid
- 2020: Premio Viajera en el Tiempo
- 2020: Solidaritätspreis "Juan Antonio González Caraballo"
- 2020: Premio CEDRO für ihr kontinuierliches Engagement für den Schutz der Kultur und des geistigen Eigentums.[22]
- 2020: Premio Violeta Negra des Literaturfestivals Toulouse Polars du Sud für: Los tiempos del odio
- 2020: Ehrenmitglied der Universität Málaga